# Pornografia e censura
Pornografia e censura (Giving Offense: Essays on Censorship) è una raccolta di saggi di J. M. Coetzee pubblicata in italiano presso Donzelli Editore. Sono saggi sul tema della censura. La raccolta italiana non include tutti i saggi di quella originale. Un saggio è stato ripubblicato in Doppiare il capo.

## Titoli dei capitoli dell'ed. italiana
- Offendersi (Taking Offense)
- «L'amante di Lady Chatterley»: il marchio pornografico («Lady Chatterley's Lover»: the Taint of Pornographic)
- I danni della pornografia: Catherine MacKinnon (The Harms of Pornography)

## Titoli della nuova ed. originale del 2007
- Preface and Acknowledgments
- Taking Offense
- Emerging from Censorship
- Lady Chatterley's Lover: The Taint of the Pornographic
- The Harms of Pornography: Catharine MacKinnon
- Erasmus: Madness and Rivalry
- Osip Mandelstam and the Stalin Ode
- Censorship and Polemic: Solzhenitsyn
- Zbigniew Herbert and the Figure of the Censor
- Apartheid Thinking
- The Work of the Censor: Censorship in South Africa
- The Politics of Dissent: André Brink
- Breyten Breytenbach and the Reader in the Mirror

## Edizione italiana
- J. M. Coetzee, Pornografia e censura, traduzione di Maria Baiocchi, coll. "Saggine" n. 16, Donzelli Editore, 1996,  p. 112, ISBN 88-7989-233-9.